# Waddington (villa)
Waddington es una villa ubicada en el condado de St. Lawrence en el estado estadounidense de Nueva York. En el año 2000 tenía una población de 923 habitantes y una densidad poblacional de 164.2 personas por km².

## Geografía
Waddington se encuentra ubicada en las coordenadas 44°51′50″N 75°11′49″O / 44.86389, -75.19694.

## Demografía
Según la Oficina del Censo en 2000 los ingresos medios por hogar en la localidad eran de $39,615, y los ingresos medios por familia eran $46,389. Los hombres tenían unos ingresos medios de $39,583 frente a los $24,773 para las mujeres. La renta per cápita para la localidad era de $22,568. Alrededor del 11.3% de la población estaban por debajo del umbral de pobreza.